# Kristoffer Lepsøe
Kristoffer Lepsøe, norveški veslač, * 15. marec 1922, † 26. marec 2006.
Lepsøe je za Norveško nastopil na Poletnih olimpijskih igrah 1948 in 1952.
V Londonu je kot član norveškega osmerca osvojil bronasto medaljo.
Na OI 1952 je nastopil v četvercu brez krmarja.